# アレクサンダー・ヘルト
アレクサンダー・ヘルト（Alexander Held, 本名：Gerald Alexander Held, 1958年10月19日 - ）は、ドイツの俳優。
ジェラルド・アレクサンダー・ヘルトの表記でクレジットされることもある。

## 経歴
俳優ホセ・ヘルト（José Held）の息子として生まれる。
ミュンヘン出身。若い頃はユースのサッカー選手として活躍。演劇を学び、地元劇場の舞台で活動。その後ハノーファー、ベルリン、バーゼル、ザルツブルクなどの劇場で舞台俳優として活躍。
1993年に映画初出演。以後『シンドラーのリスト』、『ヒトラー 〜最期の12日間〜』、『白バラの祈り ゾフィー・ショル、最期の日々』などの話題作に出演している。テレビドラマへの出演も多い。
『白バラの祈り』でのゲシュタポ取調官役など、独特の透った声や明晰な発声、役に没入するカリスマ的な演技で知られる。

## 私生活
貴族フッガー＝バーベンハウゼン家出身でスイス・ジュネーヴ生まれの女優パトリツィア・フッガー（本名：Patricia Gräfin Fugger von Babenhausen、1961年8月3日生）と2005年に結婚するが、2014年5月に死別する。

## 主な出演作品
- シンドラーのリスト Schindler's List (1993)
- バーティカル・ポイント Die Bergwacht - Duell am Abgrund (2000) ※テレビ映画
- マニトの靴 Der Schuh des Manitu (2001) ※ビデオ発売時のタイトルは『荒野のマニト』
- エリート養成機関 ナポラ Napola - Elite für den Führer (2004) ※日本劇場未公開
- ヒトラー 〜最期の12日間〜 Der Untergang (2004)
- 白バラの祈り ゾフィー・ショル、最期の日々 Sophie Scholl – Die letzten Tage (2005)
- バーダー・マインホフ 理想の果てに Der Baader Meinhof Komplex (2008)
- スカイ・クラッシュ Crashpoint - 90 Minuten bis zum Absturz (2009) ※テレビ映画
- ヒマラヤ 運命の山 Nanga Parbat (2010)
- 5パーセントの奇跡 〜嘘から始まる素敵な人生〜 Mein Blind Date mit dem Leben (2017)